# NK Samobor

Nogometni klub Samobor hrvatski je nogometni klub iz Samobora. Trenutačno se natječe u 3. NL – Centar.

## Povijest
Nogometni klub Samobor utemeljen je 1. srpnja 1925. godine pod imenom HŠK Samobor, a prethodili su mu ŠK Okić iz Samobora 1921. godine.
NK Samobor je prvu utakmicu odigrao u Brežicama koju su i pobijedili. Prvo igralište našlo je svoje mjesto pored stare ciglane u Samoboru. Već 1926. bio je stalni član Zagrebačkog nogometnog podsaveza.
Klupska boja 1932. bila je plava.
HŠK Samobor nije se redovito natjecao do sezone 1934./35.
Godine 1996. samoborski prvak se uspio provući kroz 2. HNL i plasirati u 1. HNL. Te godine NK Samobor je prvi puta ušao u 1. HNL, ali se nije uspio zadržati. Tražila se karta viška i nije bilo mjesta na popularnoj zapadnoj tribini. Samobor je cijelu sezonu odigrao odlučno ali ne dovoljno odlučno da ostane u društvu najboljih.

## Nastupi u završnicama kupa

### Kup maršala Tita
1985./86.
- šesnaestina završnice: Samobor – Budućnost Titograd 0:1

### Hrvatski nogometni kup
1997./98.
- šesnaestina završnice: Samobor – Zagreb 0:1

1998./99.
- šesnaestina završnice: Valpovka – Satnica Valpovo – Samobor 1:2
- osmina završnice: Samobor – Hrvatski dragovoljac Zagreb 1:2

2001./02.
- pretkolo: Samobor – Uskok Klis 1:1 (pr.) 4:2 (pen.)
- šesnaestina završnice: Samobor – Inker Zaprešić 1:1 (pr.) 5:6 (pen.)

2005./06.
- pretkolo: Samobor – Konavljanin Čilipi 1:0
- šesnaestina završnice: Samobor – Cibalia Vinkovci 1:4

2006./07.
- pretkolo: Mladost Ždralovi – Samobor 4:0

2016./17.
- pretkolo: Samobor – Međimurec Pretetinec 3:0
- šesnaestina završnice: Samobor – Cibalia Vinkovci 1:6 (pr.)

2021./22.
- pretkolo: Primorac Biograd na Moru – Samobor 1:0

2024./25.
- pretkolo: Samobor – Ferdinandovac 10:0
- šesnaestina završnice: Samobor – Lokomotiva Zagreb 2:4

## Vanjske poveznice
- Arhivirana web-stranica
- Osam desetljeća NK Samobor, NK Samobor, Samobor, 2006.
- Profil, HNS Semafor